# ムカムカパラダイス
『ムカムカパラダイス』（Muka-Muka Paradise）は、いがらしゆみこによる日本の漫画作品、及びそれを原作としたテレビアニメ。芝風美子が原作を担当している。

## ストーリー
小学4年生の鹿谷初葉（しかたにういば）は、高ヶ谷商店街にあるペットショップのひとり娘。ある日、お父さんが3万円で巨大な卵を買ってきたところ、卵からふ化したのは、なんと恐竜の赤ちゃんだった。初葉は恐竜の子供にムカムカと名付けて、母親代わりに育てることになる。同級生の高倉川太(たかくらかわた)、初葉の姉貴分志歴屋葉月(しべりやはづき)、高飛車なお嬢様御殿場蘭華(ごてんばらんか)など、多彩な仲間も一緒になって、毎日が不思議で楽しい一日を繰り広げていく。

## 連載
漫画は、『ちゃお』（小学館刊）にて、1993年3月号から1994年9月号まで連載された。

連載第7回までのタイトルは末尾に感嘆符の付いた「ムカムカパラダイス！」で、タイトルロゴの感嘆符は黒点部分がムカムカの足跡を模したデザインとなっていた。アニメの放送開始に合わせ、1993年10月号掲載の連載第8回から漫画版のタイトルもアニメ版と同じ感嘆符の無いタイトルに統一され、タイトルロゴもアニメ版（「ダ」の濁点がムカムカの目を模したデザインになっているもの）が使われるようになった。

## 書誌情報

### 漫画
- 芝風美子（原作） / いがらしゆみこ（作画）『ムカムカパラダイス』小学館〈ちゃおフラワーコミックス・スペシャル〉、全3巻
  1. 1993年9月1日発売、ISBN 978-4-091-34841-8
  2. 1994年3月1日発売、ISBN 978-4-091-34842-5
  3. 1994年9月1日発売、ISBN 978-4-091-34843-2
- 芝風美子（原作） / いがらしゆみこ（作画）『ムカムカパラダイス』双葉社〈双葉文庫名作シリーズ〉、全2巻
  1. 2002年2月1日発売、ISBN 978-4-575-72369-4
  2. 2002年2月1日発売、ISBN 978-4-575-72370-0

### 小説
- 芝風美子『ムカムカパラダイス（特別編） ムカムカの魔法戦争』小学館〈パレット文庫〉、全1巻
  1. 1994年8月20日発売、ISBN 978-4-094-20521-3

## テレビアニメ
1993年9月4日から1994年8月27日まで、毎週土曜日18時00分〜18時30分の時間帯に毎日放送（MBS）・日本アニメーション制作、TBS系で放送された（テレビ山口を除く）。全51話。ただし、制作局のMBSやTBS/JNN各局の優先放送権が失効した後は、広島県の広島ホームテレビ（テレビ朝日系列。ただし1975年3月まではMBSと系列関係だった）等系列外局でも再放送された。
映像ソフト化については、VHS版がリリースされたが、現在は、全巻廃盤となっている。さらに、2014年12月24日にはDVD-BOX デジタルリマスター版 Part1が、2015年01月30日にはDVD-BOX デジタルリマスター版 Part2がベストフィールドから発売された。
2021年現在、Blu-ray版はリリースされていない。

## 登場人物

### 高ヶ谷商店街関係
ムカムカ
声 - 坂本千夏
「ムカムカ」と鳴く子供の恐竜（種類は不明）。いつも怒ったような顔をしており、食いしん坊。中でもブルーベリーが大好物で、暴れていてもジャム一瓶でぴたりと止めたりする（逆に、騒動の引き金になる場合も多い）。猫のウエモンが苦手。
鹿谷初葉
声 - 渡辺久美子
本作の主人公。9月13日生まれのおとめ座。血液型はB型。ムカムカの飼い主となった小学4年生の少女で、ペット屋の娘。クラスメイトの川太たちとも平気で喧嘩をする活発な性格だが、少々我侭。名前のモデルは女優のシガニー・ウィーバー。
鹿谷葉三
声 - 喜多川拓郎
初葉の父親でペットショップ鹿谷の経営者。動物（特に爬虫類）への愛着が人一倍強い。
鹿谷草子
声 - 中友子
初葉の母親。
志歴屋葉月
声 - 松本梨香
初葉の幼馴染の一人で、乾物屋の娘。初葉たちより年上の中学1年生。初葉たちからは月姉と呼ばれている。活発で喧嘩も強く、いつも挑戦してくる川太を返り討ちにしている。
川太がプラモデルを空き地でムカムカに壊されてヤケを起こし「こうなったら壊れついでだ!」とプラモデルを踏もうとしたら、「おもちゃにだって命があるだろ?」と止めて残骸を集める優しさがある。
志歴屋立秋
声 - 西村知道
志歴屋弥生
声 - さとうあい
高倉川太
声 - 結城比呂
初葉の幼馴染の一人で、実家は八百屋。初葉の同級生で小学生の中では喧嘩が強いが、葉月には負ける。
高倉世之助
声 - 坂本千夏（二役）
川太の弟。初老の様な老け顔で、若い女の子をストーカーする等、いやらしい言動が目立つ小学1年生。
異世界で植物を誤って踏み、妖精たちの幻惑により美女の姿に悩殺され、危うく毒キノコを食べさせられそうになった。
高倉大湖
声 - 大山高男
川太と世之介の父親で高ヶ谷商店街にある八百屋の店主。
御殿場蘭華
声 - 原えりこ
地域有数の大企業「御殿場グループ」の令嬢で初葉のライバル。ムカムカを我が物にしようと様々な企みを考えるが、初葉たちに阻止されている。
初葉のクラスメイトの小学生だが、ワンレンボディコンで決めており、ジュリアナの女王さながらに扇子を持って踊る。
地山田橋之助
声 - 菊池正美
蘭華に腰巾着のように付き随うクラスメイト。地域にある大型スーパー経営者の息子で、蘭華ほどではないが裕福な家庭の子。細身でメガネをかけている。
加山大将
声 - 林延年
蘭華に腰巾着のように付き随うクラスメイト。コンビニエンスストア経営者の息子で、兄弟がたくさんいる。大柄で太め。
ドク
声 - 緒方賢一
高ヶ谷商店街に住む風変りな発明家。タイムマシンを発明したが、初葉たちは家ごとジュラ紀に飛ばされた。
新子
声 - 浦和めぐみ
山猫
声 - 大山高男
どう
声 - 浦和めぐみ
達磨
声 - 小野健一
歯科医院長
「恐竜歯医者へ行く」に登場、初葉の虫歯の治療をしようとしたが連れて来られたムカムカに大暴れされて襲われて、病院の規則に「恐竜も連れ込まないで下さい」と追記して初葉たちを追い出した。
元さん
声 - 石森達幸
甲田沙羅
声 - 岡本麻弥
吉川
声 - 飛田展男
吉田
声 - 島香裕

### 恐竜島関係
ゴジゴジ
声 - 郷里大輔
パキケファロサウルスの老竜といったいで立ち。
ロックン
声 - 堀内賢雄
プテラノドンの青年風のオス。
ドスドス
声 - さとうあい
人間の中年女性の様な喋り方のメスのアパトサウルス。語尾に「～ドス」と付ける。
ウルウル
声 - 岡本麻弥
トリケラトプスの女の子。
ニカニカ
声 - 浦和めぐみ
見た目はドラゴンの子供のようだが「ニカニカ」としか喋れない。口から炎を吐く。
半魚人
声 - 郷里大輔
アルマジロ姫
声 - 浦和めぐみ
ポラーノ
声 - さとうあい
兜
声 - 中友子
風呂敷マン
声 - 小野健一
ブンドイ
声 - 小野健一
アンドレ
声 - 関智一
ローザ姫
声 - 麻丘夏未

## スタッフ
- 原作：いがらしゆみこ、芝風美子
- 制作：本橋浩一
- 制作管理：中島順三
- 企画：井口真一（MBS）、片岡義朗（ASATSU）、佐藤昭司
- 監督：谷田部勝義
- キャラクターデザイン：平岡正幸
- 美術設定：工藤剛一
- 美術監督：鈴木聡
- 撮影監督：鳥越一志
- 編集：小野寺桂子、名取信一、目黒広志、上遠野英俊
- 現像：東京現像所
- タイトル：道川昭
- 音楽：中村暢之
- 音響監督：早瀬博雪
- 音響効果：蔭山満（フィズサウンドクリエイション）
- 録音調整：大石幸平
- 録音助手：木澤秀昭
- 録音スタジオ：タクトスタジオ（現・STUDIO T&T）
- 録音製作デスク：平井勝也
- 音響製作：音響映像システム（現・サンオンキョー）
- 製作デスク：小林克規
- 製作進行：山田昌秀、吉田義樹、横山裕加、佐瀬信之、田中和平、他
- プロデューサー：菅野俊秀（MBS）、佐川祐子、亀山泰夫（以上、ASATSU）、田中伸明
- 製作協力：ASATSU（現：ADK）
- 製作：MBS、日本アニメーション
- 著作：(C)いがらしゆみこ、芝風美子/小学館・MBS・日本アニメーション

### 主題歌
- OP：『とっておきのキモチ』（作詞：森由里子／作曲：池毅／編曲：山本健司／歌：KUKO）
- ED：『キテーラ・ミテーラ!』（作詞：森由里子／作曲：中村暢之／編曲：山本健司／歌：KUKO）

上記2曲を収録したCDは、アポロンより発売された。

### ネット局
系列・社名は当時のものである。
| 放送対象地域  | 放送局             | 系列           | ネット形態 | 備考   |
| ------------- | ------------------ | -------------- | ---------- | ------ |
| 近畿広域圏    | 毎日放送           | TBS系列        | 制作局     |        |
| 関東広域圏    | TBS                | TBS系列        | 同時ネット |        |
| 北海道        | 北海道放送         | TBS系列        | 遅れネット | [ 2 ]  |
| 青森県        | 青森テレビ         | TBS系列        | 遅れネット | [ 3 ]  |
| 岩手県        | 岩手放送           | TBS系列        | 同時ネット | [ 4 ]  |
| 宮城県        | 東北放送           | TBS系列        | 同時ネット |        |
| 秋田県        | 秋田放送           | 日本テレビ系列 | 遅れネット |        |
| 山形県        | テレビユー山形     | TBS系列        | 同時ネット |        |
| 福島県        | テレビユー福島     | TBS系列        | 同時ネット |        |
| 新潟県        | 新潟放送           | TBS系列        | 同時ネット |        |
| 長野県        | 信越放送           | TBS系列        | 遅れネット | [ 5 ]  |
| 山梨県        | テレビ山梨         | TBS系列        | 同時ネット |        |
| 静岡県        | 静岡放送           | TBS系列        | 遅れネット | [ 6 ]  |
| 富山県        | チューリップテレビ | TBS系列        | 同時ネット |        |
| 石川県        | 北陸放送           | TBS系列        | 遅れネット | [ 7 ]  |
| 中京広域圏    | 中部日本放送       | TBS系列        | 遅れネット | [ 8 ]  |
| 島根県 鳥取県 | 山陰放送           | TBS系列        | 同時ネット |        |
| 広島県        | 中国放送           | TBS系列        | 同時ネット |        |
| 香川県 岡山県 | 山陽放送           | TBS系列        | 遅れネット | [ 9 ]  |
| 愛媛県        | 伊予テレビ         | TBS系列        | 同時ネット |        |
| 高知県        | テレビ高知         | TBS系列        | 同時ネット |        |
| 福岡県        | RKB毎日放送        | TBS系列        | 遅れネット | [ 10 ] |
| 長崎県        | 長崎放送           | TBS系列        | 同時ネット |        |
| 熊本県        | 熊本放送           | TBS系列        | 同時ネット |        |
| 大分県        | 大分放送           | TBS系列        | 同時ネット |        |
| 宮崎県        | 宮崎放送           | TBS系列        | 同時ネット |        |
| 鹿児島県      | 南日本放送         | TBS系列        | 遅れネット | [ 11 ] |
| 沖縄県        | 琉球放送           | TBS系列        | 同時ネット |        |

### 各話リスト
| 話 | 放送日        | サブタイトル         | 脚本       | 絵コンテ        | 演出     | 作画監督 |
| -- | ------------- | -------------------- | ---------- | --------------- | -------- | -------- |
| 1  | 1993年 9月4日 | 恐竜ベイビー誕生     | 平野靖士   | 谷田部勝義      | 平川達也 | 平岡正幸 |
| 2  | 9月11日       | あばれん坊恐竜       | 平野靖士   | 杉島邦久        | 杉島邦久 | 山崎展義 |
| 3  | 9月18日       | 恐竜の怖いもの       | 小山眞弓   | 牛草健          | 牛草健   | 渡辺明夫 |
| 4  | 9月25日       | 恐竜歯医者へ行く     | 丸尾みほ   | 鈴木輪流郎      | 北川正人 | 今泉賢一 |
| 5  | 10月2日       | 恐竜とタイムマシン   | 丸尾みほ   | 平川達也        | 平川達也 | 市川修   |
| 6  | 10月9日       | チョキチョキ恐竜     | 小山眞弓   | 錦織博          | 錦織博   | 平岡正幸 |
| 7  | 10月16日      | 恐竜、笛を吹く       | 小山眞弓   | 杉島邦久        | 杉島邦久 | 野館誠一 |
| 8  | 10月23日      | 学校でムカムカ       | 平野靖士   | 牛草健          | 牛草健   | 渡辺明夫 |
| 9  | 10月30日      | 祭りだ!ムカムカ      | 平野靖士   | 鈴木輪流郎      | 北川正人 | 今泉賢一 |
| 10 | 11月6日       | 空飛ぶムカムカ       | 丸尾みほ   | 平川達也        | 平川達也 | 市川修   |
| 11 | 11月13日      | 山だ紅葉だ恐竜だ     | 小山眞弓   | 錦織博          | 錦織博   | 平岡正幸 |
| 12 | 11月20日      | 草競馬でムカムカ     | 丸尾みほ   | 杉島邦久        | 杉島邦久 | 山崎展義 |
| 13 | 11月27日      | 恐竜がいっぱい!      | 平野靖士   | 森田風太        | 牛草健   | 渡辺明夫 |
| 14 | 12月4日       | ムカムカと恐竜家族   | 谷田部勝義 | 鈴木輪流郎      | 北川正人 | 今泉賢一 |
| 15 | 12月11日      | 恐竜に引っ越しソバ   | 大橋志吉   | 鈴木孝義        | 平川達也 | 石之博和 |
| 16 | 12月18日      | 恐竜のおくりもの     | 小山眞弓   | 錦織博          | 錦織博   | 平岡正幸 |
| 17 | 12月25日      | 恐竜とピクニック     | 丸尾みほ   | 杉島邦久        | 杉島邦久 | 山崎展義 |
| 18 | 1994年 1月8日 | あけましてムカムカ   | 小山眞弓   | 牛草健          | 牛草健   | 渡辺明夫 |
| 19 | 1月15日       | ムカムカは見た!      | 丸尾みほ   | 清水明          | 清水明   | 石之博和 |
| 20 | 1月22日       | ムカムカと雪だるま   | 大橋志吉   | 平川達也        | 平川達也 | 市川修   |
| 21 | 1月29日       | 砂金だ!ムカムカ      | 小山眞弓   | 鈴木輪流郎      | 北川正人 | 今泉賢一 |
| 22 | 2月5日        | ムカムカとイライラ   | 大橋志吉   | 杉島邦久        | 杉島邦久 | 山崎展義 |
| 23 | 2月12日       | 半魚人とムカムカ     | 丸尾みほ   | 錦織博          | 錦織博   | 加藤裕美 |
| 24 | 2月19日       | 川太がんばる!        | 大橋志吉   | 牛草健          | 牛草健   | 渡辺明夫 |
| 25 | 2月26日       | 蘭華のヒ・ミ・ツ     | 小山眞弓   | 清水明          | 清水明   | 石之博和 |
| 26 | 3月5日        | 不思議なレストラン   | 丸尾みほ   | 平川達也        | 平川達也 | 市川修   |
| 27 | 3月12日       | UFOから王子様        | 小山眞弓   | 森田風太        | 北川正人 | 今泉賢一 |
| 28 | 3月19日       | オバケでムカムカ     | 大橋志吉   | 杉島邦久        | 杉島邦久 | 山崎展義 |
| 29 | 3月26日       | ムカムカの子守歌     | 丸尾みほ   | 錦織博          | 錦織博   | 平岡正幸 |
| 30 | 4月2日        | 花見でムカムカ       | 大橋志吉   | 牛草健          | 牛草健   | 渡辺明夫 |
| 31 | 4月9日        | 恐竜島の診療所       | 丸尾みほ   | 清水明          | 清水明   | 石之博和 |
| 32 | 4月16日       | 大きなキャンバス     | 小山眞弓   | 鈴木輪流郎      | 北川正人 | 今泉賢一 |
| 33 | 4月23日       | ムカムカ青空教室     | 小山眞弓   | 浦中和          | 平川達也 | 市川修   |
| 34 | 4月30日       | 半魚人の恋           | 丸尾みほ   | 杉島邦久        | 杉島邦久 | 山崎展義 |
| 35 | 5月7日        | 笑ってムカムカ       | 大橋志吉   | 錦織博          | 錦織博   | 平岡正幸 |
| 36 | 5月14日       | なつかしの商店街     | 平野靖士   | 牛草健          | 牛草健   | 渡辺明夫 |
| 37 | 5月21日       | ムカムカがふたり!?   | 丸尾みほ   | 清水明          | 清水明   | 石之博和 |
| 38 | 5月28日       | ムカムカ宝島         | 小山眞弓   | 鈴木輪流郎      | 北川正人 | 今泉賢一 |
| 39 | 6月4日        | 氷河期でムカムカ     | 大橋志吉   | 平川達也        | 平川達也 | 市川修   |
| 40 | 6月11日       | 散歩でムカムカ       | 平野美枝   | 杉島邦久        | 杉島邦久 | 山崎展義 |
| 41 | 6月18日       | 川上からの手紙       | 小山眞弓   | 錦織博          | 錦織博   | 平岡正幸 |
| 42 | 6月25日       | シュンとしたニカニカ | 大橋志吉   | 牛草健          | 牛草健   | 渡辺明夫 |
| 43 | 7月2日        | 美女とムカムカ       | 丸尾みほ   | 清水明          | 清水明   | 石之博和 |
| 44 | 7月9日        | 恐竜島の七夕祭り     | 小山眞弓   | 鈴木輪流郎      | 北川正人 | 今泉賢一 |
| 45 | 7月16日       | きもだめしでムカムカ | 平野美枝   | 杉島邦久        | 杉島邦久 | 石之博和 |
| 46 | 7月23日       | ムカムカと山猫       | 丸尾みほ   | 錦織博          | 錦織博   | 平岡正幸 |
| 47 | 7月30日       | 地図伯爵ブンドイ     | 芝風美子   | 牛草健          | 牛草健   | 渡辺明夫 |
| 48 | 8月6日        | 使命だ!ムカムカ      | 小山眞弓   | 清水明          | 清水明   | 石之博和 |
| 49 | 8月13日       | 卵でムカムカ         | 大橋志吉   | 鈴木輪流郎      | 北川正人 | 今泉賢一 |
| 50 | 8月20日       | 闇小僧にムカムカ     | 平野靖士   | 杉島邦久        | 杉島邦久 | 山崎展義 |
| 51 | 8月27日       | ムカムカといっしょ   | 平野靖士   | 錦織博 森田風太 | 牛草健   | 平岡正幸 |